# Marcelo Torcuato de Alvear
Marcelo Torcuato de Alvear (Buenos Aires, 4 d'octubre de 1868 - Don Torcuato, 23 de març de 1942) fou un polític i president argentí, líder de la facció antipersonalista de la Unió Cívica Radical, en oposició a la figura carismàtica d'Hipólito Yrigoyen.
Pertanyia a la saga dels Alvear: net del general Carlos María de Alvear i fill del primer intendent de Buenos Aires, Torcuato de Alvear i de donya Elvira Pacheco i Reinoso (filla del general Àngel Pacheco), Marcelo T. de Alvear va pertànyer a l'aristocràcia portenya i mai va tractar de dissimular-ho, fet que el va diferenciar del caràcter popular d'Yrigoyen.
Estava casat amb la diva cantant d'òpera Regina Pacini (amb qui no va tenir fills), la qual va tenir un destacat paper cultural durant la seva presidència. Regina, nascuda a Rua de Loreto (Portugal), tenia ascendència italiana i andalusa.
Després del primer govern radical, d'Hipólito Yrigoyen, es plantejava el problema de la successió presidencial. Davant les disputes internes del partit, Yrigoyen decideix donar-li el seu suport a Alvear, en aquest moment ambaixador de la República a França. De Alvear pertanyia a la facció menys reaccionària de la UCR, d'origen social patrici i terratinent, i amb pocs vincles amb la base popular del partit. Amb el decisiu suport d'Yrigoyen, tot i tenir marcades diferències ideològiques i d'estil, De Alvear triomfa sobre els conservadors en les eleccions i accedeix a la presidència.
Al novembre, durant els primers dies del seu govern, succeeix la massacre Patagònia Tràgica a Río Gallegos. Resulten més de 1500 morts, entre obrers i peons afusellats.
L'economia argentina aconsegueix durant el seu govern la situació més pròspera que mai havia tingut en la seva història, a conseqüència d'un favorable front extern, amb la reactivació posterior a la Primera Guerra Mundial.
La batalla per la successió de Alvear a la presidència va provocar una fractura de la Unió Cívica Radical. D'una banda, els seguidors d'Yrigoyen, anomenats personalistes, van impulsar al mateix cabdill com a candidat, mentre que la UCR antipersonalista, amb la qual simpatitzava De Alvear, va presentar a Leopoldo Melo. La victòria d'Yrigoyen en les eleccions de 1928 va ser aclaparadora amb el 80% dels vots, portant-lo novament a la presidència de la República.
No obstant això, la situació d'Yrigoyen al poder es deterioraria ràpidament, a causa de les repercussions de la crisi mundial del '29 i a la falta de reacció per part d'un ancià i malalt Yrigoyen.
Després del derrocament d'Yrigoyen, De Alvear va assumir el control del seu partit reunificat i l'oposició infructuosa als governs de la Década Infame, incloent la revolució avortada de 1932, que fa que De Alvear sigui detingut i deportat a Europa. Va ser novament candidat a president pel seu partit el 1937, però va resultar víctima del frau patriòtic.
Va morir el 23 de març de 1942 a la localitat de Don Torcuato (Buenos Aires).